# إنريكي ماتيوس
إنريكي ماتيوس (بالإيطالية: Enrique Mateos)‏ مواليد 15 يوليو 1934 في مدريد - الوفاة 6 يوليو 2001 في إشبيلية، كان لاعب كرة قدم إسباني كان يلعب كمهاجم.

## مرحلة الشباب

### أندية لعب لها
- ريال مدريد

## المسيرة الاحترافية

### أندية لعب لها
- ريال مدريد كاستيا
- ريال مدريد
- نادي إشبيلية
- ريكرياتيفو
- ريال بيتيس

## روابط خارجية
- إنريكي ماتيوس على موقع قاعدة بيانات كرة القدم.إي يو (الإنجليزية)
- إنريكي ماتيوس على موقع ناشيونال فوتبول تيمز (الإنجليزية)
- إنريكي ماتيوس على موقع عالم كرة القدم.نت (الإنجليزية)